# Mordellistena aureomicans
Mordellistena aureomicans es una especie de coleóptero de la familia Mordellidae.

## Distribución geográfica
Es endémica de las islas orientales de Canarias (España).